# Hôtel de ville de Malo-les-Bains
L’ancien hôtel de ville de Malo-les-Bains accueillait la mairie de l'ancienne commune de Malo-les-Bains, dans le département du Nord, dans l'agglomération de Dunkerque.

## Histoire
Le 31 décembre 1969 les communes de Dunkerque et Malo-les-Bains fusionnent, l'hôtel de ville de Malo-les-Bains est devenue une mairie annexe.
Inspiré du régionalisme flamand, l'hôtel de ville est construit en deux phases 1899 et 1903 selon les plans des architectes associés Arthur Gontier et Marc Honoré.
Le projet initial des architectes Gontier et Honoré prévoyait un corps de bâtiment supplémentaire reliant dans un deuxième temps, l'ensemble constituant un quadrilatère.
L'abandon de ce projet, jugé trop coûteux par la commission départementale des Bâtiments civils, entraîna une modification des pignons des ailes, qui prenaient architecturales et décoratives imprévue. En conséquence, ils furent percés d'un grande baie cintrées avec balcons et reçurent un décor sculpté en pierre blanche figurant les armoiries de Malo-les-Bains dans un environnement néo-flamand.